# سيدني نولان
سيدني نولان (بالإنجليزية: Sidney Nolan)‏ هو رسام أسترالي، ولد في 22 أبريل 1917 في Carlton, Victoria ‏ في أستراليا، وتوفي في 28 نوفمبر 1992 في لندن في المملكة المتحدة.

## وصلات خارجية
- الموقع الرسمي
- سيدني نولان على موقع الموسوعة البريطانية (الإنجليزية)
- سيدني نولان على موقع ديسكوغز (الإنجليزية)